# Akio Adachi
Akio Adachi (în japoneză 安達昭雄; 19 decembrie 1930) este un traducător japonez. 

## Biografie
S-a născut la Kyoto. A absolvit Universitatea din Kyoto. Pseudonimul său de scriitor este Akiho Adachi.

## Scrieri
- Shi no nagori, Coeisha Seiunsha, 1998

### Traduceri
- Philip Thody, Albert Camus, Kinokuniya Shoten Gendai Bungei Hyōron Sōsho, 1968
- Edgar Smith, Satsujin yōgi, Kadokawa Bunko, 1971
- Dan Wakefield, Natsu no yoake o idake, Kadokawa Bunko, 1971
- Larry Woiwode, Ainokaseki, Kadokawa Bunko, 1972
- Glendon Fred Swarthout, Dōbutsu to kodomotachi no uta, Kadokawa Shoten, 1972
- Robert Hemenway, Bītoruzu to utatta on'na, Kadokawa Bunko, 1972
- Max Erich, Akachan yo eien ni, Kadokawa Bunko, 1973
- James Hilton, Uhinawa reta chiheisen („Orizont pierdut”), Kadokawa Bunko, 1973[2]
- James Graham, Santamaria tokumei-tai, Kadokawa Bunko, 1973
- Leonard Gardner, Futotta machi, Kadokawa Bunko, 1973
- James Hilton, Kokoro no tabiji („ Călătoria minții ”, Kadokawa Bunko, 1974
- Jan de Hartog, Harukanaru hoshi, Kadokawa Bunko, 1974
- Robert Katz, Rōma ni shisu, Kadokawa Bunko, 1974
- Rachel Maddux, Ai no kyūjitsu, Kadokawa Bunko, 1975
- Peter Viertel, Shōnen no hi, Kadokawa Bunko, 1975
- Louis Wolfe, Kaitei ryokō, Kadokawa Bunko, 1977
- James Jones, Koorigashi no zutsū, Kadokawa Bunko, 1978
- Laird Koenig, Peter L. Dixon, Kodomotachi no jikan, Kadokawa Bunko, 1978
- Glendon Swarthout, Dōbutsu to kodomotachi no uta, sekai dōbutsu bungaku zenshū Kōdansha, 1979
- Glendon Fred Swarthout, Tekisasu ponkotsu butai, Kadokawa Shoten, 1980
- James Graham, Yūsha-tachi no shima, Kadokawa Bunko, 1981
- Robert Bloch, Towairaitozōn, Kadokawa Bunko, 1983
- Robert Bloch, Towairaitozōn chō jigen no taiken, Kadokawa Shoten, 1983
- Evan Hunter, Autokihaitsumotanin, Kadokawa Bunko, 1984
- Jack Higgins (James Graham), „Santa Maria Misiunea specială”, Kawade Bunko, 1985
- Alison Smith, Tanin no haka, Sankei Bunko, 1986
- James Graham, Rasu kanai no yōsai, Kadokawa Bunko, 1986
- James Graham, Bōgyaku no dai shitsugen, Kadokawa Bunko, 1987
- B.B. Hiller, Neil W. Hiller, Biggu, Kadokawa Bunko, 1988
- David Bischoff, Burobu, Kadokawa Bunko, 1988
- D.W. Smith, Fāzāzu no okite, Fusōsha misuterī, 1990
- Elizabeth Faucher, Mikurokizzu, Kadokawa Bunkó, 1990